# Pacifigorgia lacerata
Pacifigorgia lacerata is een zachte koraalsoort uit de familie Gorgoniidae. De koraalsoort komt uit het geslacht Pacifigorgia. Pacifigorgia lacerata werd in 2003 voor het eerst wetenschappelijk beschreven door Breedy & Guzman. 